# ロドキノン

ロドキノン-nの一般化した構造式。

ロドキノン(rhodoquinone, RQ)は、ユビキノンの6位のメトキシ基がアミノ基に置換された化合物の総称。主として真核生物が合成し、嫌気的呼吸鎖においてユビキノンに相当する電子伝達体として機能している。ユビキノン同様に、イソプレン側鎖の長さの異なる化合物が含まれており、イソプレン単位の数を用いてRQ-9、RQ-10のように表記する。

## 機能
ロドキノンの機能はメナキノンと同等で、嫌気的呼吸鎖における電子伝達体である。真核生物のミトコンドリア呼吸鎖では、複合体Iと複合体IIがそれぞれNADHとコハク酸を酸化してユビキノンを還元し、生じたユビキノールを分子状酸素を用いて酸化している（酸素呼吸）。しかし嫌気的条件では複合体IがNADHを酸化してロドキノンを還元し、生じたロドキノールは複合体IIの逆反応によってフマル酸をコハク酸へと還元するために用いられる。複合体Iはロドキノンを還元する際にミトコンドリア内膜を挟んでプロトンを輸送するので、こうして生じるプロトン勾配を利用してATPが合成される（フマル酸呼吸）。
ロドキノンの酸化還元電位(Eo')は-63 mVとメナキノン（-74 mV）と近く、そのためどちらもNADH（-315 mV）からフマル酸（31 mV）への電子伝達体として機能することができるが、しかし酸素分子の存在下では自発的に酸化されてしまうため嫌気的条件に限られる。一方ユビキノンのEo'は110 mVと高いためフマル酸呼吸には適さないが、好気条件でも自発的には酸化されないことから酸素呼吸にはユビキノンが必要である。

## 生合成
ユビキノンが合成された後、6位のメトキシ基がアミノ基に置換されると考えられている。
ロドキノン合成に必要な遺伝子rquAが遺伝学的に同定されている。この遺伝子はユビキノン合成の過程でメチル基転移を触媒するUbiE(Coq5)やUbiG(Coq3)と一次構造が類似したタンパク質をコードしている。ただしこのタンパク質が酵素としてどのような活性を持つのかは不明である。

## 分布
好気的環境と嫌気的環境を行き来するような真核生物で知られている。代表的なものとして二枚貝のカキやイガイ、寄生虫の豚回虫や肝蛭、土壌線虫のカエノラブディティス・エレガンスなどが挙げられる。単細胞生物ではユーグレナが利用している。原核生物では通常はメナキノン類が使われるが、一部の紅色光合成細菌はロドキノンを利用している。一方でヒトを含む脊椎動物からは知られていない。